# Adækvans
 Denne artikel bør gennemlæses af en person med fagkendskab for at sikre den faglige korrekthed.
    Det er en betydelig forsimpling at sige at adækvans betyder påregnelighed. Påregnelighed er blot en af flere figurer der inddrages i en adækvansbedømmelse. Andre figurer er f.eks. hensyn til novus actus interveniens, kriteriet om farens retning, schutzzweck (om end nogen anser dette som særskilt fra adækvans) og normativ udligning (der også er relevant ift. spørgsmålet om kausalitet.

Adækvans er et juridisk begreb, der efter en subjektiv adækvansfigur også kendes som "påregnelighed".
Begrebet adækvans benyttes særligt indenfor erstatnings- og strafferetten. I disse juridiske discipliner er adækvens en forudsætning for pålæggelse af erstatningsansvar eller strafansvar, at handlingens følge (kausalitet) har været påregnelig (forventelig) for skadevolder. Det vil sige: Kunne skadevolder forvente, at handlingen eller undladelsen ville resultere i den konkrete skade?
En adækvat følge er en påregnelig, altså forventelig følge af en (ansvarspådragende) handling.